# Artillerie-kampement (Tarakan)
Het Artillerie-Kampement op het eiland Tarakan, fungeerde tijdens de Japanse bezetting van Nederlands-Indië in de periode van 17 februari 1942 tot 13 april 1945 als interneringskamp.
Tarakan was een klein eiland (ongeveer 20 km lang) voor de oostkust van Borneo. Op dit eiland lagen een vliegveld en 2 KNIL-kampementen, te weten het Infanterie-kampement en het Artillerie-kampement. Beide kampementen lagen aan de westrand van de hoofdplaats Tarakan.

## Omstandigheden
Eind april 1942 werd het gehele kamp overgebracht naar het Bosbivak op de helling van de Goenoeg Api. Gedurende de maanden mei en juni 1945  waren er vele ontsnappingen naar de Australische linies. Op 13-6-1945 bereikten de laatste krijgsgevangenen de Australische linies.